# Panzerbrigade 21
Die Panzerbrigade 21 „Lipperland“ (PzBrig 21) ist eine Brigade des Heeres der Bundeswehr. Ihr Stab ist in der Generalfeldmarschall-Rommel-Kaserne in Augustdorf, weitere Bataillone sind in Ahlen, Holzminden, Schwarzenborn, Rotenburg (Wümme), Torgelow und Unna stationiert. Die der 1. Panzerdivision unterstellte Brigade ist die erste nach dem neuen Konzept Mittlerer Kräfte gegliederte Brigade, weshalb sie über keine Panzer- und Panzergrenadierkräfte mehr verfügt.
Die etwa 5500 Soldaten starke Brigade untersteht wie die Panzerlehrbrigade 9 und die Panzergrenadierbrigade 41 der 1. Panzerdivision in Oldenburg. Sie führt den Beinamen „Lipperland“ als Hinweis auf den Standort im Kreis Lippe. Die Brigade ist der letzte Großverband des Heeres, dessen Stab in Nordrhein-Westfalen stationiert ist.

## Auftrag
Der Auftrag der Brigade ist grundsätzlich deckungsgleich mit dem Auftrag der übergeordneten 1. Panzerdivision.
Als Teil der 1. Panzerdivision stellt sie regelmäßig Kräfte zur Erfüllung der internationalen Verpflichtungen der Bundesrepublik Deutschland. Dazu zählen Truppengestellungen für die EU Battlegroups, die NATO Response Force und das ORF-Bataillon. Die Brigade ist befähigt, friedenserzwingende Operationen hoher Intensität auch gegen militärisch organisierte Gegner zu führen. Im Divisionsrahmen kann sie durch die Divisionstruppen der 1. Panzerdivision verstärkt werden. Neben diesen Interventionseinsätzen hoher Intensität beteiligt sie sich an friedenserhaltenden und friedensstabilisierenden Einsätzen mittlerer und niedriger Intensität über längere Zeiträume. Dazu zählen vor allem EUFOR, KFOR sowie die mittlerweile abgeschlossene ISAF-Mission.

## Organisation
Die Panzerbrigade 21 ist der 1. Panzerdivision in Oldenburg unterstellt. Der Brigadekommandeur hat in der Regel den Dienstgrad eines Brigadegenerals. Der stellvertretende Brigadekommandeur führt in der Regel den Dienstgrad Oberst. Er ist neben seiner Dienststellung als stellvertretender Brigadekommandeur auch Kommandeur der Brigadeeinheiten. Die unterstellten Bataillone werden in der Regel durch Offiziere im Dienstgrad Oberstleutnant geführt.
Die Brigade gliedert sich wie folgt:
- Stabs- und Fernmeldekompanie Panzerbrigade 21 „Lipperland“, Augustdorf
- Jägerbataillon 1, Schwarzenborn
- Jägerbataillon 91, Rotenburg (Wümme)
- Jägerbataillon 413, Torgelow
- Aufklärungsbataillon 7, Ahlen
- Panzerpionierbataillon 1, Holzminden
- Versorgungsbataillon 7, Unna
- Jägerbataillon 921 (nicht aktiv, Ergänzungstruppenteil), Schwarzenborn

| - Stabs- und Fernmeldekompanie Panzerbrigade 21 „Lipperland“ (Augustdorf) - Kompanieführungsgruppe - Erkundungs- und Sicherungsgruppe - Versorgungsgruppe - Transportgruppe - Technische Gruppe - Fernmeldestaffel - Gefechtsstandzug - Jägerbataillon 1 (Schwarzenborn) - Stab - 1./- Versorgungs- und Unterstützungskompanie - 2./- leichte Jägerkompanie - 3./- leichte Jägerkompanie - 4./- leichte Jägerkompanie - 5./- schwere Jägerkompanie - Ausbildungs-/Unterstützungskompanie (Grundausbildungskompanie) - Teileinheit 900 Systemoptimierung Jägertruppe/Infanterie zur Erprobung des Waffensystems GTK Boxer - Jägerbataillon 91 (Rotenburg (Wümme)) - Stab - 1./- Versorgungs- und Unterstützungskompanie - 2./- leichte Jägerkompanie - 3./- leichte Jägerkompanie - 4./- leichte Jägerkompanie - 5./- schwere Jägerkompanie - 6./– (zwischenzeitlich Ausbildungsunterstützungskompanie; Grundausbildung) - Jägerbataillon 413 (Torgelow) - Stab - 1./- Versorgungs- und Unterstützungskompanie - 2./- leichte Jägerkompanie - 3./- leichte Jägerkompanie - 4./- leichte Jägerkompanie - 5./- schwere Jägerkompanie - Aufklärungsbataillon 7 (Ahlen) - Stab - 1./- Versorgungs- und Unterstützungskompanie - 2./- Spähkompanie - 3./- leichte Aufklärungskompanie - 4./- technische Aufklärungskompanie - Panzerpionierbataillon 1 (Holzminden) - Stab - 1./- Versorgungs- und Unterstützungskompanie - 2./- Panzerpionierkompanie - 3./- Panzerpionierkompanie - 4./- Pioniermaschinenkompanie - Versorgungsbataillon 7 (Unna) - Stab - 1./- Versorgungs- und Unterstützungskompanie (Unna) - 2./- Versorgungskompanie Typ A (Augustdorf) - 3./- Versorgungskompanie Typ B (Unna) - 4./- Versorgungskompanie Typ C (Stadtallendorf) - 5./- Ergänzungstruppenteil (nichtaktiv, Unna) - Jägerbataillon 921 (nicht aktiv) (Schwarzenborn) - Stab - 1./- Versorgungs- und Unterstützungskompanie - 2./- leichte Jägerkompanie - 3./- leichte Jägerkompanie - 4./- leichte Jägerkompanie - 5./- schwere Jägerkompanie |

### Jägerbataillon 1
Das Jägerbataillon 1 in der Knüll-Kaserne in Schwarzenborn wurde 2015 aufgestellt. Es hat ca. 1000 Soldaten und wird seit Oktober 2020 von Oberstleutnant Sven Kästner geführt. Das Jägerbataillon 1 ging aus dem am 1. Juli 2006 aufgestellten Jägerregiment 1 mit zehn Kompanien hervor.

### Jägerbataillon 91

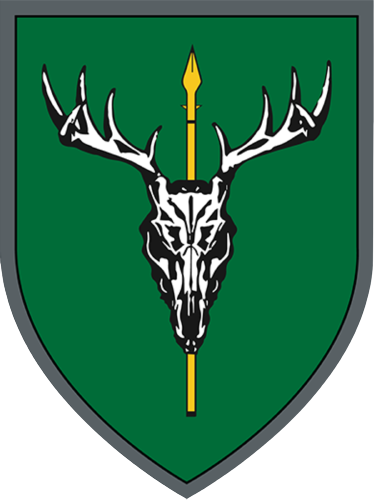
Wappen des JgBtl 91

Das Jägerbataillon 91 in der Von-Düring-Kaserne (bis 8. Juni 2020 Lent-Kaserne) in Rotenburg (Wümme) hat ca. 950 Soldaten und wird seit Oktober 2021 von Oberstleutnant Gero Hahn geführt. Es ging am 1. Juli 2015 aus dem Fernmelderegiment 1 hervor.
Das Fernmelderegiment 1 wurde am 1. Juli 1956 aufgestellt, war anfangs in der Prinz-Albrecht-Kaserne in Hannover stationiert und gehörte zu den Divisionstruppen der 1. Panzerdivision. 1994 wurde es nach Rotenburg (Wümme) verlegt und in Stabs- und Fernmeldebataillon 1 umbenannt. Am 1. Juli 2003 erfolgte die Umstrukturierung und Rückkehr zum ursprünglichen Namen Fernmeldebataillon 1. Am 1. Juli 2006 wurde das Bataillon zum Fernmelderegiment 1 umgegliedert.
Das Jägerbataillon 91 führt Operationen verbundener Kräfte im Rahmen der Brigade oder als Gefechts-/Einsatzverband im gesamten Aufgabenspektrum des Heeres im Verbund des Jägerbataillons oder des übergeordneten Verbandes in allen Intensitäten, Operationsarten, besonderen Landoperationen und besonderen Gefechtshandlungen durch. Dies geschieht durch Gestellung von Kräften für Eingreifoperationen sowie Bündnis- und Landesverteidigung. Jägersoldaten zeichnet die besondere Befähigung zum Einsatz in urbanem und sonstigem schwierigem Gelände aus.

### Jägerbataillon 413
Das Jägerbataillon 413 in der Ferdinand-von-Schill-Kaserne in Torgelow wurde am 15. Oktober 2015 aufgestellt. Es hat ca. 900 Soldaten in fünf Kompanien und wird seit November 2022 von Oberstleutnant Alexander Döge geführt. Das Jägerbataillon 413 ging aus dem am 1. Mai 1991 aufgestellten Panzerbataillon 413 hervor, deren Vorgänger wiederum die Panzerregimenter 21 „Walter Empacher“ und 22 „Soja Kosmodemjanskaja“ der 9. Panzerdivision der Nationalen Volksarmee der Deutschen Demokratischen Republik waren.

### Aufklärungsbataillon 7
Das Aufklärungsbataillon 7 in der Westfalen-Kaserne in Ahlen hat ca. 1100 Soldaten in fünf Kompanien und wird seit dem 1. Oktober 2024 von Oberstleutnant Jörn Ove Kutscher geführt. Zuvor führte ab Oktober 2021 Oberstleutnant Christoph Linnenbaum das Bataillon.
Das Bataillon wurde 2015 in Augustdorf aus dem aufgelösten Panzerartilleriebataillon 215 aufgestellt und 2016 nach Ahlen verlegt. Vom 1. Juli 1958 bis 2002 verfügte die Panzerbrigade 21 über das Panzeraufklärungsbataillon 7 als Aufklärungskräfte.

### Panzerpionierbataillon 1
Das Panzerpionierbataillon 1 in der Pionierkaserne am Solling (ehemals Medem-Kaserne) in Holzminden hat ca. 650 Soldaten und wird seit Oktober 2021 von Oberstleutnant Stephan Meister geführt. Das Bataillon wurde am 1. Juli 1956 als Pionierbataillon 2 aufgestellt. Am 1. Oktober 1958 wurde es in Pionierbataillon 7 und am 1. April 1960 in Pionierbataillon 1 umbenannt. Es war der 1. Panzerdivision als Divionstruppe unmittelbar unterstellt. Am 1. April 2002 wurde das Pionierbataillon 1 in Panzerpionierbataillon 1 umbenannt und der Pionierbrigade 100 in Minden unterstellt, welche zum Heerestruppenkommando gehörte. 2007 wechselte das Panzerpionierbataillon 1 zusammen mit der Pionierbrigade 100, die in Pionierregiment 100 umbenannt wurde, zur 1. Panzerdivision. 2015 erfolgt die Unterstellung unter die Panzerbrigade 21.

### Versorgungsbataillon 7
Das Versorgungsbataillon 7 in der Glück-Auf-Kaserne in Unna und weiteren Standorten in Augustdorf (2. Kompanie) und Stadtallendorf (4. Kompanie) hat ca. 1000 Soldaten in und wird seit September 2021 von Oberstleutnant Andreas Golks geführt. Es wurde 1956 als Feldzeugbataillon 512 aufgestellt.

### Jägerbataillon 921 (nicht aktiv)
Das Jägerbataillon 921 (nicht aktiv) (JgBtl 921 (na)) ist ein Ergänzungstruppenteil, der am 25. Juni 2015 aufgestellt wurde. Dieser, der Panzerbrigade 21 unterstellte Verband mit fünf Kompanien hat seinen Haupt-Standort in Schwarzenborn in der Knüll-Kaserne sowie in Rotenburg (Wümme) (3. Kompanie) und in Torgelow. Der Auftrag des Bataillons ist der eines typischen Verbandes der Jägertruppe. Das Bataillon wird von Oberstleutnant der Reserve Julian Winiker geführt. 2020 war Jens Teichmann Bataillonskommandeur.

## Hauptwaffensysteme
Mit Stand Januar 2024 ist das Hauptwaffensystem der Panzerbrigade 21 der GTK Boxer. Zusätzlich verfügt die Brigade noch über den Spähwagen Fennek, den Transportpanzer Fuchs, den Schwerlasttransporter Mammut, den Brückenlegepanzer Biber und Minenräumpanzer Keiler.
Als erste Brigade, die der neuen Kräftekategorie „Mittlere Kräfte“ zugeordnet ist, soll sie zukünftig ausschließlich mit Radfahrzeugen ausgestattet werden.

## Kommandeure

Brigadegeneral Marco Eggert Kommandeur Panzerbrigade 21 „Lipperland“

Die Brigadekommandeure haben für gewöhnlich den Dienstgrad Brigadegeneral. Jedoch ist es nicht ungewöhnlich, dass die Kommandeure ihren Posten noch als Oberst (BBesO B 3) antreten und erst nach einiger Zeit zum General befördert werden. Folgende Kommandeure führten die Brigade (höchster Dienstgrad in dieser Dienststellung) :
| Name                                      | von              | bis              | Bemerkungen |
| ----------------------------------------- | ---------------- | ---------------- | --- |
| Brigadegeneral Marco Eggert               | ab Februar 2023  |                  | zuvor Arbeitsbereichsleiter Zentrale Aufgaben im Büro des Generalinspekteurs der Bundeswehr                               |
| Brigadegeneral Stephan Willer             | 10. Juli 2020    | Februar 2023     | derzeit Kommandeur der Offizierschule des Heeres                                                                          |
| Brigadegeneral Ansgar Meyer               | 7. Juni 2018     | 10. Juli 2020    | derzeit Kommandeur des Zentrums Innere Führung                                                                            |
| Brigadegeneral Heico Hübner               | 8. Dezember 2016 | 7. Juni 2018     | derzeit Kommandeur der 1. Panzerdivision                                                                                  |
| Brigadegeneral Kai Rohrschneider          | 14. März 2014    | 8. Dezember 2016 | derzeit Kommandeur Multinationalen Kommando Operative Führung und des Joint Support and Enabling Command                  |
| Brigadegeneral Harald Gante               | 23. März 2012    | 14. März 2014    | derzeit Kommandeur Feldheer                                                                                               |
| Brigadegeneral Dirk Backen                | März 2009        | 23. März 2012    | Anschlussverwendung Verteidigungsattaché, Deutsche Botschaft Washington, D.C.                                             |
| Brigadegeneral Jürgen Weigt               | Juni 2006        | Februar 2009     | derzeit Stellvertretender Inspekteur der Streitkräftebasis.                                                               |
| Brigadegeneral Manfred Hofmann            | 2004             | Juni 2006        | zuletzt Befehlshaber Multinationales Korps Nord-Ost                                                                       |
| Brigadegeneral Robert Bergmann            | 2002             | 2004             | zuletzt Kommandeur Führungsakademie der Bundeswehr                                                                        |
| Brigadegeneral Wolf-Dieter Langheld       | 1999             | 2002             | zuletzt Befehlshaber JFC Brunssum                                                                                         |
| Brigadegeneral Dieter Löchel              | 1995             | 1999             | zuletzt Beauftragter für Erziehung und Ausbildung des Generalinspekteurs der Bundeswehr                                   |
| Oberst Jörg Schweinsteiger                | 1992             | 1995             | danach Verteidigungs- und Heeresattaché, Deutsche Botschaft Paris                                                         |
| Brigadegeneral Günter Hannstein           | 1989             | 1992             | zuletzt General der Heeresflieger                                                                                         |
| Oberst Dieter Schott                      | 1985             | 1989             | später als Brigadegeneral stellvertretender Divisionskommandeur und Kommandeur der Divisionstruppen der 5. Panzerdivision |
| Brigadegeneral Jörg Schönbohm             | 1983             | 1985             | zuletzt Inspekteur des Heeres, später Innenminister von Brandenburg                                                       |
| Brigadegeneral Hartmut Behrendt           | 1981             | 1983             | später Kommandeur der 1. Panzerdivision im Range eines Generalmajors                                                      |
| Oberst Roland Oppermann                   | 1978             | 1981             | später Verteidigungsattaché Deutsche Botschaft London; als Generalmajor zuletzt Befehlshaber Wehrbereichskommando IV      |
| Oberst Enno Walter                        | 1976             | 1978             | später Leiter der Stabsabteilung Planung im Führungsstab des Heeres und Stellvertretender Kommandeur 10. Panzerdivision   |
| Brigadegeneral Richard Freiherr von Rosen | 1972             | 1976             | zuletzt deutscher Beauftragter beim Oberbefehlshaber der französischen Streitkräfte in Deutschland                        |
| Brigadegeneral Wilhelm Renner             | 1966             | 1972             | Urenkel von Andreas von Renner                                                                                            |
| Brigadegeneral Rudolf Wätjen              | 1962             | 1966             | später Kommandeur der Kampftruppenschule II                                                                               |
| Oberst Karl Pfannkuche                    | 1959             | 1962             | – |
| 1958                                      | 1959             | –                | |

## Geschichte

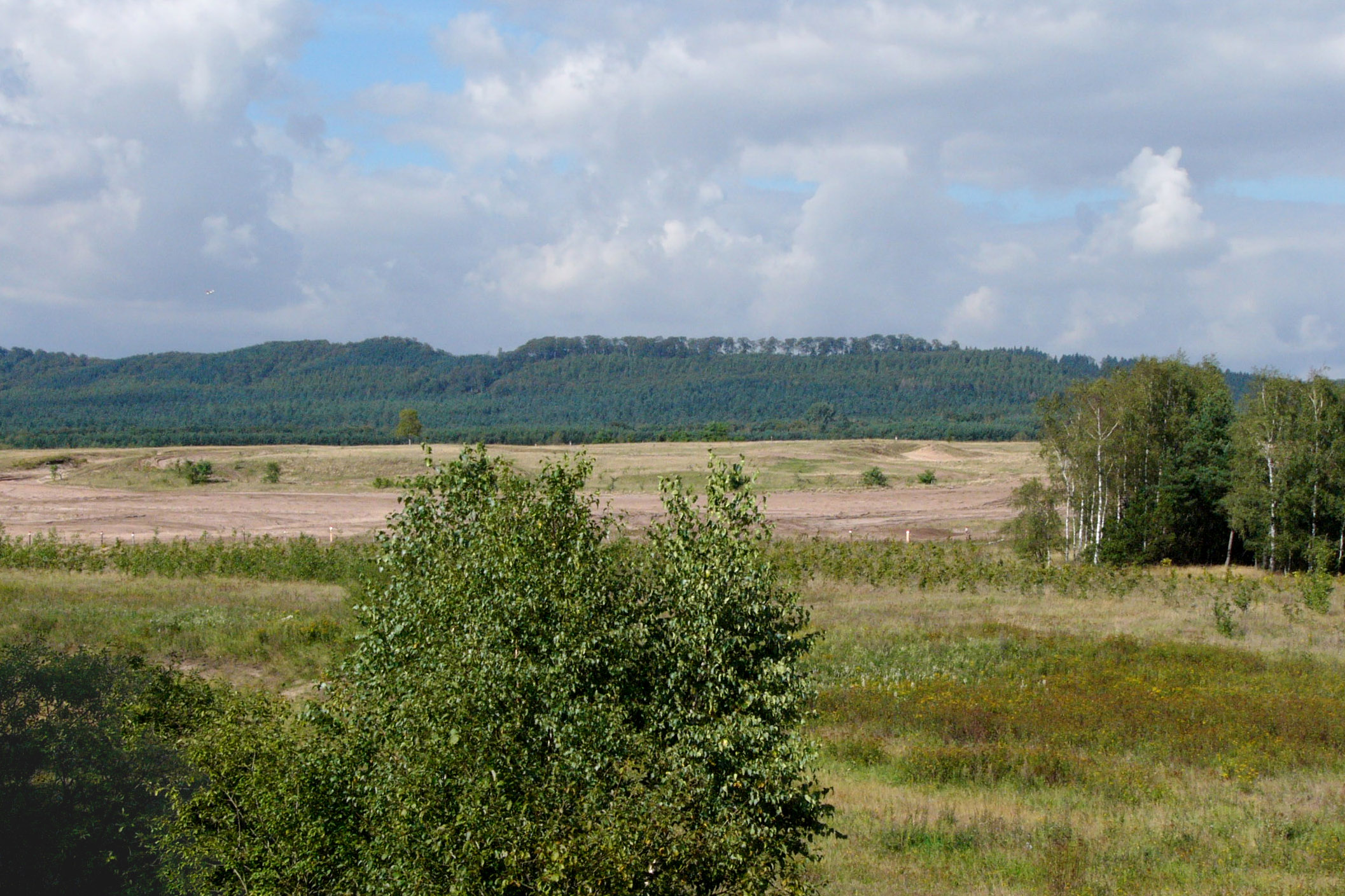
Standortübungsplatz der Brigade in Augustdorf

### Heeresstruktur I (1956–1959)
Die spätere Panzerbrigade 21 wurde in der Heeresstruktur I am 15. August 1957 in Unna als Panzerkampfgruppe C3 aufgestellt und der 3. Panzerdivision unterstellt. Die Bezeichnung „C3“ deutete darauf hin, dass die Panzerkampfgruppe C3 als dritte Kampfgruppe (neben den in Hamburg aufgestellten Kampfgruppen A3 und B3) geplant war. Zunächst waren dem Stab der Panzerkampfgruppe das Panzergrenadierbataillon 212 und das Panzerartilleriebataillon 215 (beide mit Standort in Augustdorf) unterstellt. Der Panzerkampfgruppe unterstanden im März 1959 vor Umgliederung zur Heeresstruktur II folgende Truppenteile:
- Stab/Stabskompanie Panzerkampfgruppe C3, Unna
- Panzergrenadierbataillon 212, Augustdorf
- Panzerartilleriebataillon 215, Augustdorf

### Heeresstruktur II (1959–1970)

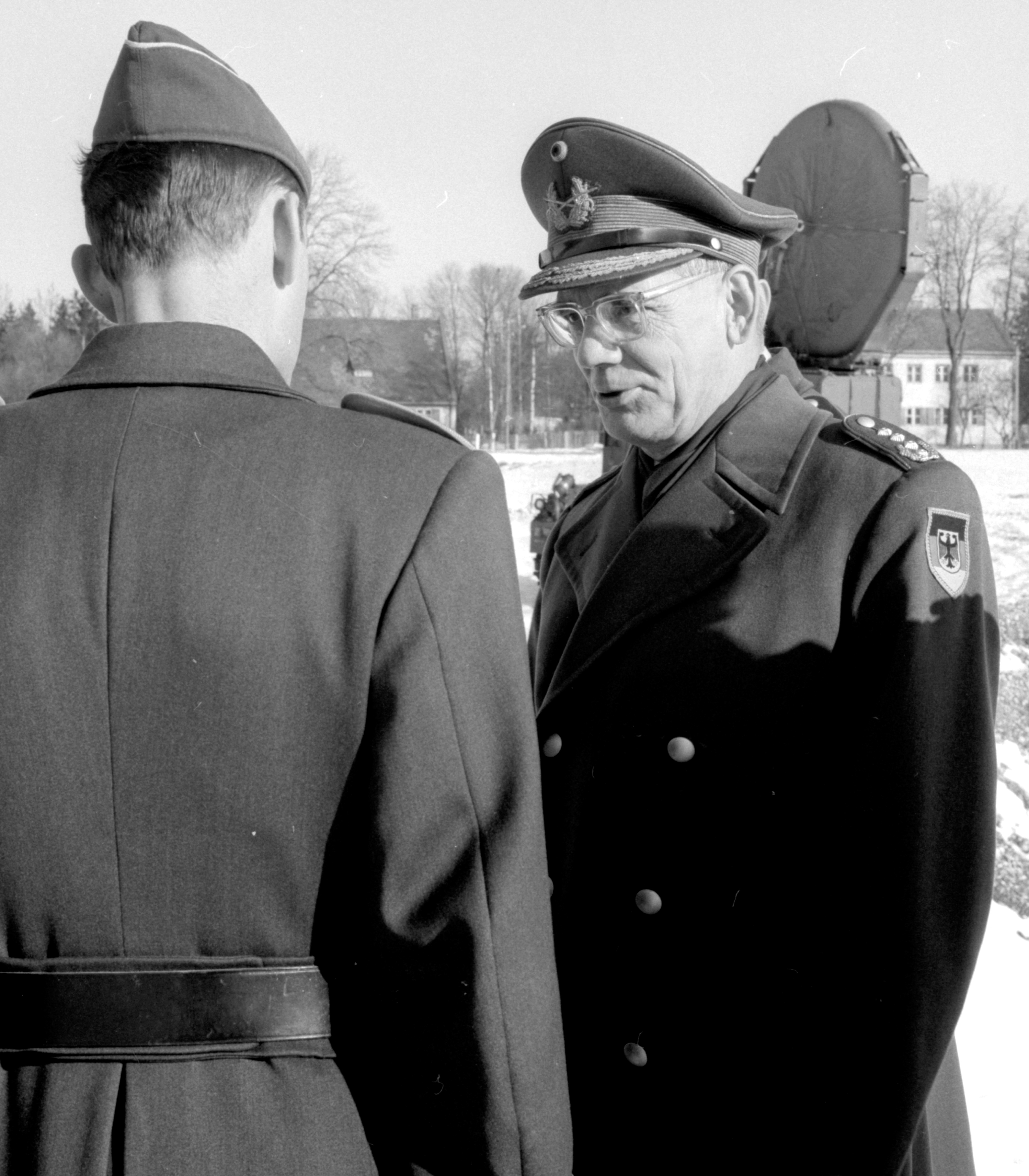
General Ulrich de Maizière, Generalinspekteur der Bundeswehr (1966–1972), besucht die Panzerbrigade 21 in Augustdorf

Ab 1959 war die Kampfgruppe vollständig in der Generalfeldmarschall-Rommel-Kaserne Augustdorf stationiert. Am 16. März 1959 wurde die Kampfgruppe in Panzerbrigade 21 umbenannt und der 7. Panzerdivision in Unna unterstellt, die zwischen 1959 und 1980 die Bezeichnung 7. Panzergrenadierdivision erhielt. Die Brigade war ihrer Ordnungsnummer nach neben der Panzergrenadierbrigade 19 und der Panzerbrigade 20 die „dritte“ Brigade der 7. Panzergrenadierdivision. Allerdings verzögerte sich die Aufstellung der Panzerbrigade 20, die erst 1964 ihren Stab erhielt, bis 1970 nicht aufgefüllt werden konnte und zwischen 1970 und 1975 vollständig deaktiviert war, sodass die Panzerbrigade 21 und die Panzergrenadierbrigade 19 den Kern der 7. Panzergrenadierdivision bildeten.
In der Heeresstruktur II wurde die Panzerbrigade 21 im Gegensatz zur Panzerbrigade 20 mit neuaufgestellten Truppenteilen aufgefüllt, die schwerpunktmäßig im östlichen Westfalen und angrenzenden niedersächsischen Gebieten disloziert waren. Die Panzerbrigade 21 war die östlich vorgeschobene Brigade der 7. Panzergrenadierdivision, die besonders zur Verteidigung des Rheinisch-Westfälisches Industriegebietes prädestiniert war. Ab 1959 konnte der Aufbau der Brigade fürs Erste als abgeschlossen angesehen werden. Im Wesentlichen blieb die nun eingenommene Gliederung in den folgenden Jahrzehnten ähnlich. Zur Brigade zählten in der Heeresstruktur II folgende Einheiten:
- Stab/Stabskompanie Panzerbrigade 21, Augustdorf
- Panzeraufklärungskompanie 210 in Hemer (1959 aufgestellt, 1962 als Brigadespähzug in die Stabskompanie eingegliedert)
- Panzerpionierkompanie 210 in Holzminden (1959 aufgestellt, 1961 verlegt nach Höxter)
- Flugabwehrbatterie 210 in Fürstenau (1959 aufgestellt)
- Panzerjägerkompanie 210 (1970 in Augustdorf aufgestellt)
- Panzergrenadierbataillon 212 in Augustdorf (Oktober 1958 in Augustdorf aufgestellt)
- das Panzerbataillon 213 (1956 als Panzerbataillon 1 in Dedelstorf aufgestellt, am 16. März 1959 der Brigade unterstellt)
- das Panzerbataillon 214 in Augustdorf (1959 aufgestellt)
- Panzerartilleriebataillon 215 in Augustdorf (1958 als I. Bataillon Artillerieregiment 7 in Augustdorf aufgestellt)
- das Versorgungsbataillon 216 in Lippstadt mit je einer Sanitäts-, Instandsetzungs- und Transportkompanie (4./ 216 verlegt 1962 von Lippstadt nach Augustdorf)
- Feldersatzbataillon 217 (aufgestellt 1961)

### Heeresstruktur III (1970–1979)
Kurzzeitig wurden 1971/1972 im Rahmen eines sechsmonatigen Truppenversuchs die selbständigen Einheiten (also die selbständigen Kompanien/Batterien mit der Bataillonsnummer 210) der Brigade im Verfügungsbataillon 210 zusammengefasst. Im Jahr 1978 wurde der Brigade die Panzerausbildungskompanie Fahrsimulator Kette 102, die im selben Jahr aufgestellt wurde, unterstellt. In dieser Heeresstruktur war die Aufklärungskomponente als Panzerspähzug 210 wieder aus der Stabskompanie ausgegliedert. Außerdem waren in Augustdorf die Instandsetzungskompanie 210 und die Nachschubkompanie 210 als Brigadeeinheiten aufgestellt.

### Heeresstruktur IV (1980–1990)
In der Heeresstruktur IV wurde die Brigade um das Panzerbataillon 211 erweitert, das im Oktober 1980 in Augustdorf aufgestellt wurde. Die Kampfkompanien des Bataillons wurden im Frieden von den Panzerbataillonen 213 und 214 geführt und ausgebildet. Im Jahr 1979 wurde der Panzerspähzug 210 zunächst in die Stabskompanie reintegriert und 1982 als 4. Kompanie dem Panzeraufklärungsbataillon 7 unterstellt. Im Juni 1988 erhielt die Panzerbrigade 21 den Beinamen „Lipperland“. Seit dem 22. Juni 2006 besteht eine Patenschaft zum Kreis Lippe.
Die Doktrin der Flexible Response und das damit verbundene Verteidigungskonzept der Vorneverteidigung bedeutete für die Brigade, die im Stationierungsraum der 7. Panzerdivision den östlichen Teilraum abdeckte, einen erhöhten Bereitschaftsstand. Im Verteidigungsfall sollte sie den Kampf gegen die Truppen des Warschauer Pakts schnell aufnehmen können und möglichst weit ostwärts führen. Zwar hatte die 7. Panzerdivision ihren Stationierungsraum westlicher als viele andere NATO-Divisionen in der Bundesrepublik, zwischen Augustdorf und der Innerdeutschen Grenze lagen jedoch nur rund 150 km. Strategisch wichtige Verteidigungslinien im Stationierungsraum der Brigade waren die Weser und das stark durchschnittene Weserbergland sowie als weitere Geländehindernisse der Mittellandkanal, das Wiehen- und das Wesergebirge mit dem wichtigen Pass durch den Weserdurchbruch Porta Westfalica und weiter südlich der langgestreckte Teutoburger Wald, der das letzte große Geländehindernis vor der Westfälischen Bucht mit den wichtigen Industriezentren im Ruhrgebiet darstellte.

### Heeresstruktur V (N) (1990–1997)
Zum 30. September 1992 wurden die Panzerbataillone 211 und 213 außer Dienst gestellt. Dafür wurden der Brigade im selben Jahr das Panzerbataillon 33 (Neustadt am Rübenberge, Ortsteil Luttmersen) und das Panzergrenadierbataillon 32 (Nienburg) unterstellt. Die Panzeraufklärungskompanie 210 wurde am 16. November 1992 als Aufklärungskompanie 210 (Krisenreaktionskräfte) neu aufgestellt und meldete am 1. April 1993 Einsatzbereitschaft. Im Frieden unterstand es weiterhin dem Divisions-Panzeraufklärungsbataillon 7. Außerdem erhielten die Kampftruppenbataillone je eine Feldersatzkompanie aus dem im Jahr 1993 aufgelösten Feldersatzbataillon 75. Aufgestellt wurde auch die Feldersatzkompanie 210. Die bis dato selbstständigen Einheiten Nachschubkompanie 210 und Instandsetzungskompanie 210 wurden dem Nachschubbataillon 7 bzw. dem Instandsetzungsbataillon 71 unterstellt. In der Heeresstruktur V umfasste die Panzerbrigade 21 neben den nicht in KRK und HVK klassifizierten Verbänden folgende Einheiten:
- die Krisenreaktionskräfte (KRK):
  - Stab und Stabskompanie
  - Panzerbataillon 33 in Neustadt am Rübenberge
  - Panzerbataillon 214 in Augustdorf
  - Panzeraufklärungskompanie 210
  - Panzerjägerkompanie 210 und
- die Hauptverteidigungskräfte (HVK):
  - Panzerpionierkompanie 210
  - Panzergrenadierbataillon 212
  - Panzerartilleriebataillon 215

Im Jahr 1996 wurden das Panzergrenadierbataillon 32 und die Panzerjägerkompanie 210 aufgelöst. Das Panzerbataillon 33 wechselte im Jahr 2002 zur Panzergrenadierbrigade 1 in Hildesheim.

### Nach 1997

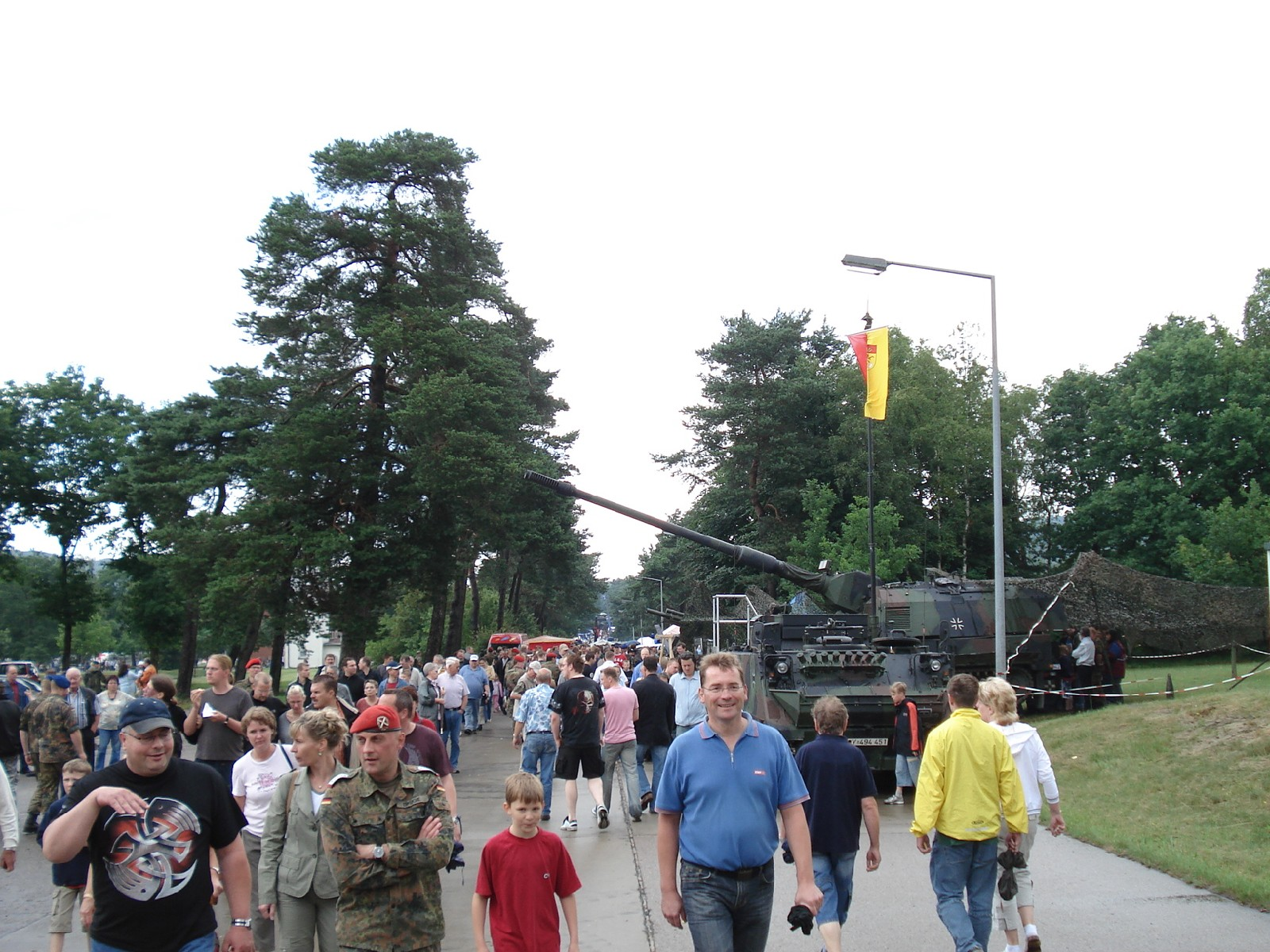
Die Brigade beim Augustdorfer Soldatentag, Juni 2007

2002 unterstanden der Brigade u. a.:
- das Panzergrenadierbataillon 192 in Ahlen
- das Panzerbataillon 203 in Hemer
- das Panzergrenadierbataillon 212 in Augustdorf
- das Panzerbataillon 214 Augustdorf
- das Panzerartilleriebataillon 215 Augustdorf
- das Panzerpionierbataillon 1 in Holzminden und
- das Logistikbataillon 51 in Stadtallendorf.

Im Jahr 2002 wurde das bisher unterstellte Panzerbataillon 214 aufgelöst. Vier Jahre später wurde der Brigade das Instandsetzungsbataillon 7 aus Unna unterstellt. Mit Auflösung der 7. Panzerdivision mit Sitz in Düsseldorf wechselte die Brigade zur 1. Panzerdivision mit Sitz in Hannover. Im selben Jahr wurde der Brigade die Aufklärungskompanie 210 aus Sontra unterstellt und das Panzerpionierbataillon 1 aus Holzminden wechselte zur Panzerpionierbrigade 100.
Im Dezember 2006 wurde der Wahlspruch „Für den Kampf bereit, um Frieden zu schaffen“ befohlen, der aus einem Ideenwettbewerb mit rund 80 Einsendungen ausgewählt wurde. Der Vorschlag stammte vom damaligen Major Ludger Hose, damals stellvertretender Kommandeur des Panzergrenadierbataillons 212.
Ende 2006 wurde das Panzergrenadierbataillon 192 aus Ahlen aufgelöst. Ein Jahr später verlegte das Panzerbataillon 203 von Hemer nach Augustdorf. Am 17. Dezember 2007 wurde die Panzerpionierkompanie 200 (bis dahin Panzerbrigade 14) der Panzerbrigade 21 unterstellt, nachdem sie bereits zuvor nach Augustdorf verlegt hatte. Teile des Logistikbataillons 51 und Instandsetzungsbataillons 7 verschmolzen im Jahr 2007/2008 zukünftig zum Logistikbataillon 7.

### HEER2011

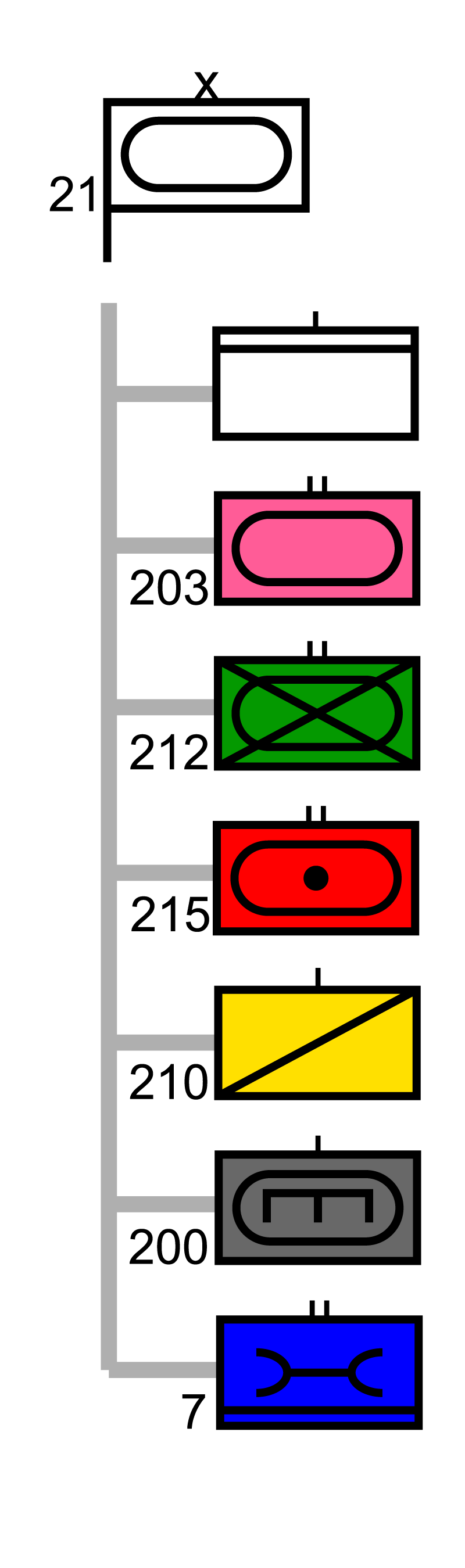
Gliederung der Panzerbrigade 21 (bis 30. Juni 2015)

Im Zuge der Neuausrichtung der Bundeswehr hat die Panzerbrigade 21 die Struktur HEER2011 eingenommen:
- Stabs-/ Fernmeldekompanie Panzerbrigade 21, Augustdorf (Karte)
  -  Jägerbataillon 1, Schwarzenborn (Karte)
 Hinweis: entstand durch Umgliederung Jägerregiment 1, nicht identisch mit vormaligen Jägerbataillon 1 (Berlin). Das Jägerregiment 1 wurde im Vorgriff zur neuen Struktur bereits im Dezember 2012 unterstellt.
    -  Ausbildungs- und Unterstützungskompanie 1, Schwarzenborn (Karte)

  -  Panzergrenadierbataillon 212, Augustdorf (Karte)
    -  Ausbildungs- und Unterstützungskompanie 212, Augustdorf

  -  Panzerbataillon 203, Augustdorf (Karte)
  -  Aufklärungsbataillon 7, Ahlen (Karte)
 Hinweis: wurde neu aufgestellt. Nicht vormaliges  Panzeraufklärungsbataillon 7 (Augustdorf). Zur Aufstellung wurde herangezogen Aufklärungskompanie 210 und Teile Panzerartilleriebataillon 215 (Augustdorf).
    -  Rekrutenkompanie 3, Ahlen (Karte)
 Hinweis: Neuaufstellung, nicht vormalige Rekrutenkompanie 3 (Idar-Oberstein)

  -  Panzerpionierbataillon 1, Holzminden (Karte)
  -  Versorgungsbataillon 7, Unna (Karte)
 Hinweis: entstand durch Umgliederung/Umbenennung Logistikbataillon 7, 2. Kompanie in Augustdorf, 3. Kompanie in Unna, 4. Kompanie in Stadtallendorf
  -  Jägerbataillon 921 (nicht aktiv), Schwarzenborn (Karte)
Couleur: Jägerbataillon 1 im selben Standort

Das Panzerartilleriebataillon 215, die Panzerpionierkompanie 200 und die Aufklärungskompanie 210 wurden aufgelöst. Am 3. September 2019 hat Ministerpräsident Armin Laschet der Brigade das Fahnenband des Landes NRW verliehen.
Am 17. Dezember 2022 wurden den sechs der Brigade zu diesem Zeitpunkt unterstellen Verbänden jeweils das Fahnenband „Einsatz“ verliehen.
Zum 1. April 2023 wechselte die Unterstellung des Panzergrenadierbataillons 212 von der Panzerbrigade 21 zur Panzergrenadierbrigade 37 und die des Panzerbataillons 203 zur Panzerlehrbrigade 9. Der Panzerbrigade 21 wurde das Jägerbataillon 91 unterstellt, welches zuvor von der Panzerlehrbrigade 9 geführt wurde. Die Unterstellungswechsel fanden im Zuge des Umbaus der Panzerbrigade 21 zur ersten Heeresbrigade der neuen Mittleren Kräfte statt.

### Spionagefälle
Der am 15. Dezember 1930 in Bensheim geborene damalige Oberstleutnant der Luftwaffe Norbert Moser arbeitete seit 1956 als Agent für das Ministerium für Staatssicherheit der DDR. Er war Leiter des Luftwaffenverbindungskommandos bei der Panzerbrigade 21 und verriet unter anderem Raketen- und Bombenziele, Einsatzpläne, Dienstvorschriften und militärische Übungen. Für den Verrat erhielt er 185.000,– Deutsche Mark als Agentenlohn. Moser wurde von der deutschen Spionageabwehr enttarnt, 1975 verhaftet und am 16. Dezember 1977 wegen Landesverrats gemäß § 94 StGB vom Bayerischen Obersten Landesgericht zu elf Jahren Freiheitsstrafe verurteilt.

## Einsätze
- 1956, Juli Hochwasserbekämpfung im Paderborner Land
- 1959 Waldbrandbekämpfung in den Räumen Hörste, Pivitsheide und Hiddesen
- 1965 Ernteeinsatz
- 1979 Katastrophenhilfe bei Schneekatastrophe in Schleswig-Holstein
- 1981, August Hochwasserbekämpfung im Kreis Lippe
- 1989–1990 Betreuung von rund 4000 Spätaussiedlern aus Osteuropa im Lager Staumühle
- 1993 Auslandseinsatz UNOSOM II in Somalia.
- 1996 Pioniere im Feldlager Benkovac in Bosnien-Herzegowina. Bau einer Brücke über die Bosna bei Visoko
- 1997 Einsatzverband bei der Oderflut im Oderbruch, Brandenburg.
- 1997 Vorbefehl für Einsatz von Brigadeteilen im Rahmen 3. Folgekontingent GECONSFOR in Bosnien-Herzegowina
- 1999 Brigadeteile werden in das Feldlager Rajlovac (Bosnien-Herzegowina) verlegt. Noch vor der Verlegung der SFOR-Kräfte, Planungen für den Einsatz im Kosovo. Zwei Panzerkompanien der Brigade werden als Teile eines verstärkten mechanisierten Bataillons der Panzerbrigade 12 unterstellt. Die Kompanien werden nach Tetovo verlegt. Nach dem Abschluss der Waffenstillstandsabkommens zwischen der NATO und Jugoslawien verlegen sie nach Prizren im Kosovo.
- 2000/2001 Die Brigade stellt das 2. Einsatzkontingent KFOR. Circa 1.200 Soldaten werden in der „Multinationalen Brigade Süd“ eingesetzt. Der Kommandeur Panzerbrigade 21 „Lipperland“, Brigadegeneral Langheld, führt diese multinationale Brigade.
- 2003 Die Brigade stellt das 7. Einsatzkontingent KFOR. Einsatz von 10.000 Soldaten in der umfassenden „Multinationalen Brigade Süd-West“. Der Kommandeur Panzerbrigade 21 „Lipperland“, Brigadegeneral Robert Bergmann, führt diese multinationale Brigade.
- 2005/2006 Die Brigade stellt Soldaten für Einsätze in Sarajewo (2. deutsches Einsatzkontingent EUFOR), Prizren (12. deutsches Einsatzkontingent KFOR) und Kabul (9. deutsches Einsatzkontingent ISAF). Der Brigadekommandeur Brigadegeneral Manfred Hofmann war Chef des Stabes im Hauptquartier EUFOR.
- 2008 werden Teile der Panzerbrigade 21 in den ISAF-Einsatz abkommandiert. Das verstärkte Panzergrenadierbataillon 212 stellt dazu eine Quick Reaction Force, die erstmals vom deutschen Heer gestellt wird.[37]
- 2013 Hochwassereinsatz in Sachsen-Anhalt, Schwerpunkt Magdeburg
- 2014 ISAF und KFOR
- 2017 Resolute Support in Afghanistan mit 1200 Soldaten[1]
- 2019 Das Panzergrenadierbataillon 212 stellte im ersten Halbjahr 2019 die Hauptkräfte des Schutzbataillon Regional Command North der Resolute Support Mission in Kunduz und Mazar-e-Sharif, Afghanistan.[38] Panzerbataillon 203 stellte im zweiten Halbjahr 2019 etwa 65 Soldaten für die Ausbildungsunterstützung der Bundeswehr im Irak. Die Kräfte sind in Erbil und Taji eingesetzt.[39][40]
- 2020 Aufklärungsbataillon 7 stellt Teile der gemischten Aufklärungskompanie MINUSMA in Mali[41], Jägerbataillon 1 stellt die Hauptkräfte des Schutzbataillon Regional Command North der Resolute Support Mission in Afghanistan im ersten Halbjahr 2020. Die 230 Soldaten stammen überwiegend aus dem Stab sowie aus der 1., 2. und 4. Kompanie des Jägerbataillons.[42][43]
- 2020 Das Panzerbataillon 203 stellte im zweiten Halbjahr 2020 Unterstützungskräfte für die Amtshilfe der Bundeswehr aus Anlass der COVID-19-Pandemie in Gütersloh.[44]

## Ehemalige Truppenteile
Im Laufe ihrer Geschichte waren der Panzerbrigade 21 verschiedene heute mittlerweile außer Dienst gestellte, anderen Truppenteilen unterstehende oder unter neuer Bezeichnung bekannte Truppenteile unterstellt. Einigen der aufgelösten Einheiten wird in der Generalfeldmarschall-Rommel-Kaserne in der Militärgeschichtlichen Sammlung Lippische Rose in Augustdorf gedacht. Zu den ehemals unterstellten Truppenteilen zählen (Auswahl):
| | Truppenteil                                       | Standort                           | Kurzchronik |
| --- | ------------------------------------------------- | ---------------------------------- | --- |
| internes Verbandsabzeichen                                                                               | Panzergrenadierbataillon 32                       | Nienburg                           | unterstellt 1992, 1996 außer Dienst gestellt, 1997 bis zur endgültigen Auflösung im Dezember 2003 nur noch Geräteeinheit |
| Internes Verbandsabzeichen                                                                               | Panzergrenadierbataillon 212                      | Augustdorf                         | Zum 1. April 2023 Unterstellungswechsel zur Panzergrenadierbrigade 37 |
| internes Verbandsabzeichen                                                                               | Panzerbataillon 33                                | Neustadt am Rübenberge             | 1992 von der der Panzerbrigade 3 der Panzerbrigade 21 überstellt; 2002 Wechsel zur Panzergrenadierbrigade 1, seit 2007 Panzerlehrbrigade 9 |
| internes Verbandsabzeichen                                                                               | Logistikbataillon 51                              | Stadtallendorf                     | 2002 aufgestellt, mit Teilen Instandsetzungsbataillon 7 2007/2008 Umgliederung zu Logistikbataillon 7 |
| internes Verbandsabzeichen                                                                               | Instandsetzungsbataillon 71                       | Unna                               | zuletzt nicht aktiver Ergänzungstruppenteil, Auflösungsapell am 5. April 2008, aufgelöst Juni 2008 |
| internes Verbandsabzeichen                                                                               | Nachschubbataillon 71                             | Unna                               | zuletzt nicht aktiver Ergänzungstruppenteil, Auflösungsapell am 5. April 2008, aufgelöst Juni 2008 |
| Internes Verbandsabzeichen Panzerausbildungskompanie Fahrsimulator Kette 210 (PzAusbKp FahrSimKette 210) | Panzerausbildungskompanie Fahrsimulator Kette 102 | Augustdorf                         | 1978 aufgestellt, 2005 aufgelöst |
| internes Verbandsabzeichen                                                                               | Instandsetzungsbataillon 130                      | Unna                               | zuletzt nicht aktiver Ergänzungstruppenteil, Auflösungsapell am 5. April 2008, aufgelöst zum 31. Dezember 2008 |
| internes Verbandsabzeichen                                                                               | Panzergrenadierbataillon 192                      | Ahlen                              | 2002 von der Panzergrenadierbrigade 19 der Panzerbrigade 21 überstellt, 2006 aufgelöst. |
| internes Verbandsabzeichen                                                                               | Panzerartilleriebataillon 205                     | Augustdorf                         | (eigtl. PzArtBtl 205 n. a. GE [nicht aktiv – Geräte-Einheit]). Es unterstand von der „nicht aktiv“-Stellung im September 2002 bis zur Auflösung dem PzArtBtl 215. Das Panzerartilleriebataillon 205 wurde als nicht aktiver Ergänzungstruppenteil zum Juni 2008 aufgelöst (Auflösungsapell am 5. April 2008). |
| internes Verbandsabzeichen                                                                               | Panzerpionierkompanie 210                         | Holzminden Höxter                  | ab Heeresstruktur 2 Teil der Brigade, 1959 in Holzminden aufgestellt, ab 1961 in Höxter, aufgelöst am 23. Mai 2002, Teile des Geräts und der Soldaten wurden zum Panzerpionierbataillon 1 nach Holzminden ausgesteuert |
| internes Verbandsabzeichen                                                                               | Panzerjägerkompanie 210                           | Augustdorf                         | 1970 in Augustdorf aufgestellt, 1996 aufgelöst |
| internes Verbandsabzeichen                                                                               | Flugabwehrbatterie 210                            | Fürstenau                          | 1959 in Fürstenau aufgestellt (1966) Eingliederung in Flugabwehrbataillon 7 (Handorf, Divisionstruppe 7. Panzerdivision, ab 1978 Panzerflugabwehrkanonenregiment 7, Borken) |
| internes Verbandsabzeichen                                                                               | Panzeraufklärungskompanie 210                     | Hemer Augustdorf Sontra Augustdorf | Diese Einheit unterlag den wohl umfangreichsten Umgliederungen und Unterstellungswechsel. Nicht alle Aufklärungseinheiten mit der Nummer 210 sind dabei in einer Traditionslinie zu sehen. Aufgestellt 1959 in Hemer, 1962 Brigadespähzug (Teil der Stabskompanie), in der Heeresstruktur III wieder Panzerspähzug 210, ab 1979 wieder Brigadespähzug (Teil der Stabskompanie), 1982 als 4./Panzeraufklärungsbataillon 7 Unterstellungswechsel zur 7. Panzerdivision. 1992/1993 wieder aus 4./PzAufklBtl 7 neu als Panzeraufklärungskompanie 210 aufgestellt, im Frieden allerdings weiter zunächst dem Panzeraufklärungsbataillon 7 unterstellt. Ab 2003 Unterstellungswechsel zum Panzeraufklärungsbataillon 5 und Verlegung nach Sontra. 2006 Rückunterstellung unter Panzerbrigade 21 und 2007 Rückverlegung nach Augustdorf. |
| internes Verbandsabzeichen                                                                               | Verfügungsbataillon 210                           |                                    | nur 1971/1972 für 6-monatigen Truppenversuch, aufgelöst |
| internes Verbandsabzeichen                                                                               | Instandsetzungskompanie 210                       | Augustdorf                         | Heeresstruktur III, in der Heeresstruktur V dem Instandsetzungsbataillon 71 (Divisionstruppe) überstellt |
| internes Verbandsabzeichen                                                                               | Nachschubkompanie 210                             | Augustdorf                         | ausgegliedert aus VersBtl 216 am 1. Oktober 1972, in der Heeresstruktur 5 zum 1. Oktober 1993 dem Nachschubbataillon 7 (Divisionstruppe) überstellt. |
| internes Verbandsabzeichen                                                                               | Feldersatzkompanie 210                            | Augustdorf                         | aufgestellt in Heeresstruktur V, nicht aktiver Ergänzungstruppenteil, Auflösungsapell am 5. April 2008, aufgelöst Juni 2008 |
| Internes Verbandsabzeichen                                                                               | Panzerbataillon 203                               | Augustdorf                         | Zum 1. April 2023 Unterstellungswechsel zur Panzerlehrbrigade 9 |
| internes Verbandsabzeichen                                                                               | Panzerbataillon 211                               | Augustdorf                         | aufgestellt im Oktober 1980 in Augustdorf, aufgelöst am 30. September 1992 |
| internes Verbandsabzeichen                                                                               | Panzerbataillon 213                               | Dedelstorf                         | 1956 als Panzerbataillon 1 in Dedelstorf aufgestellt, von dort ab 23. Mai 1957 in den Standort Augustdorf verlegt, am 16. März 1959 in Panzerbataillon 213 umbenannt und der Panzerbrigade 21 unterstellt, aufgelöst am 30. September 1992 |
| internes Verbandsabzeichen                                                                               | Panzerbataillon 214                               | Augustdorf                         | aufgestellt 1959 in Augustdorf, aufgelöst 2002 |
| internes Verbandsabzeichen                                                                               | Versorgungsbataillon 216                          | Lippstadt Augustdorf               | aufgestellt in der Heeresstruktur II in Lippstadt, ab 1962 Augustdorf, aufgelöst 1972, vor Auflösung u. a. Ausgliederung Nachschubkompanie 210 |
| internes Verbandsabzeichen                                                                               | Feldersatzbataillon 217                           |                                    | aufgestellt 1961, aufgelöst |
| internes Verbandsabzeichen                                                                               | Ersatzbataillon 814                               | Augustdorf                         | aufgestellt in Heeresstruktur V, nicht aktiver Ergänzungstruppenteil aller Truppengattungen, Auflösungsapell am 5. April 2008, aufgelöst Juni 2008 |
| internes Verbandsabzeichen                                                                               | Ersatzbataillon 815                               | Augustdorf                         | aufgestellt in Heeresstruktur V, nicht aktiver Ergänzungstruppenteil aller Truppengattungen, Auflösungsapell am 5. April 2008, aufgelöst Juni 2008 |
| internes Verbandsabzeichen                                                                               | 8./Fernmeldebataillon 820                         |                                    | ausgegliedert aus Fernmeldebataillon 820 mit Wirkung vom 1. Januar 2004, aufgelöst 30. September 2006. |
| | Ausbildungsunterstützungskompanie 7               | Ahlen                              | Zum 1. Oktober 2017 als Grundausbildungskompanie aufgestellt und dem AufklBtl 7 unterstellt. Zum 1. Januar 2020 als 5. Kompanie ins PzBtl 203 eingegliedert. |
| | 2./Versorgungsbataillon 7                         | Augustdorf                         | Umbenennung in 3./Versorgungsbataillon 141 am 29. Februar 2024 |

### Panzerartilleriebataillon 215
Das Panzerartilleriebataillon 215 (PzArtBtl 215) war ein Brigadeartilleriebataillon der Bundeswehr von 1958 bis 2015. Es war als Teil der Panzerbrigade 21 „Lipperland“ in der Generalfeldmarschall-Rommel-Kaserne in Augustdorf stationiert. Am 6. November 2023 wurde bekannt gegeben, dass das Panzerartilleriebataillon 215 als Artilleriebataillon 215 (ArtBtl 215) in Augustdorf wiederaufgestellt werden soll. Es wird wieder der Panzerbrigade 21 unterstellt werden, somit zu den mittleren Kräften gehören und mit Radhaubitzen ausgestattet werden. Die Aufstellung dient einerseits der Kompensation für die dauerhafte Verlegung des Panzerbataillons 203 von Augustdorf nach Litauen als Teil der neu aufgestellten Panzerbrigade 45. Andererseits sieht die neue Heeresstruktur Zielbild Heer den Aufwuchs von vier auf 13 (in ersten Planungen neun) Artilleriebataillone vor.

#### Auftrag und Gliederung
Das Bataillon unterstützte die Brigade mit artilleristischem Feuer und Aufklärung und koordinierte streitkräftegemeinsames Feuer auf Brigadeebene in Operationen hoher Intensität gegen vorwiegend militärisch organisierte Gegner bzw. bei Stabilisierungsoperationen im mittleren und niedrigen Intensitätsspektrum. Als Teil der Eingreifkräfte war es befähigt zur Führung einer Artillery Task Force. Es gliederte sich dazu zuletzt in vier Batterien:
- 1./PzArtBtl 215: Versorgungs- und Unterstützungsbatterie
- 2./PzArtBtl 215: Schießende Batterie mit acht Panzerhaubitzen 2000
- 3./PzArtBtl 215: Schießende Batterie mit acht Panzerhaubitzen 2000
- 4./PzArtBtl 215: Schießende Batterie mit acht Panzerhaubitzen 2000

Die 5./PzArtBtl 215, die als Einsatzunterstützungsbatterie hauptsächlich mit der Durchführung der Allgemeinen Grundausbildung beauftragt war, wurde bereits 2012 aufgelöst.

#### Internes Verbandsabzeichen
Seit dem 1. Januar 1978 zeigte das interne Verbandsabzeichen auf goldfarbenem Wappenschild zwei gekreuzte, schwarze Kanonenrohre als Symbol der Artillerie sowie eine rote Lippische Rose als Zeichen der Verbundenheit mit dem Land Lippe. Die Farben „schwarz, rot, gold“ erinnerten an die Bundesfarben. Davor existierten noch einige andere Wappen.

#### Geschichte
Das spätere Panzerartilleriebataillon 215 wurde am 1. Oktober 1958 aus dem Personal des Artillerieregiments 5 (bereits 1957 aufgestellt) im Lager Augustdorf, der späteren Generalfeldmarschall-Rommel-Kaserne als I. Bataillon/Artillerieregiment 7 aufgestellt. Am 16. März 1959 wurde dieses Bataillon in Panzerartilleriebataillon 215 umbenannt und der von Panzergruppe C in Panzerbrigade 21 (PzBrig 21) umbenannten Brigade unterstellt. Im September 1959 musste die 2. Batterie bis auf 15 Soldaten zur Aufstellung des Panzerartilleriebataillon 85 in Lüneburg abgegeben werden. Ab dem 1. Oktober 1959 wurden Wehrpflichtige ausgebildet, die schon im November des gleichen Jahres ihren ersten Truppenübungsplatzaufenthalt hatten. Zur Zeit der Kubakrise 1962 wurde das Bataillon in „Vollbereitschaft“ versetzt: Die Lagerwachen wurden verdoppelt und es herrschte Ausgangssperre. 1965 übergab der Inspekteur des Heeres dem Verband die Truppenfahne, die von Heinrich Lübke, dem damaligen Bundespräsidenten, gestiftet wurde. In diesem Jahr übernahm das Bataillon auch die Tradition des ehemaligen Feld-Artillerieregiments 58 und des Artillerie-Regiments 6, bis diese 2004 aufgrund eines neu gefassten Traditionserlasses der Bundeswehr beendet werden musste. Im Juli und August 1974 übt das Panzerartilleriebataillon 215 als erster Artillerieverband auf dem kanadischen Übungsplatz Shilo (damals umfasst die Artillerietruppe über 80 Verbände). Der letzte Platzaufenthalt vom PzArtBtl 215 dortfand 1997 statt. 1978 wurde eine Lehrübung für Angehörige der chinesischen Volksbefreiungsarmee durchgeführt. 1979 fand erstmals der Augustdorfer Soldatentag statt. 1980 wurde die 4. Batterie aufgestellt. Davor bestand das Bataillon lediglich aus der 1. (Stabs-/Versorgungs-) und zwei schießenden Batterien. 1987 wurde die 4. Batterie im Zuge der Einnahme der Heeresstruktur IV wieder aufgelöst, 1992 aber wieder aufgestellt. 2003 erfolgte die erneute Auflösung, 2006 die erneute Aufstellung. 1983 feierte das PzArtBtl 215 den 25. Jahrestag seines Bestehens, 1987 wurde eine Patenschaft mit der 3rd Royal Horse Artillery in Paderborn übernommen. Aufgrund von Renovierungsarbeiten muss das gesamte Bataillon 1989 in sogenannte Feldhäuser umziehen. 1991 konnte dann in die sanierten alten Unterkünfte zurückgekehrt werden, bevor kurz darauf ein Umzug in die Gebäude des ausgelösten Panzerbataillons 213 erfolgte (alles innerhalb der GFM-Rommel-Kaserne). Von 1993 bis 1996 führte der Volker Wieker, Generalinspekteur der Bundeswehr von 2010 bis 2018, das Bataillon. 1998 wurde eine Patenschaft mit dem Heimatschutzbataillon 631 eingegangen, das aber kurze Zeit später aufgelöst wurde. Am 30. September 2006 wurde die 7. Panzerdivision aufgelöst, der auch das PzArtBtl 215 seit ihrem Bestehen unterstand. Danach war das PzArtBtl 215 Teil der 1. Panzerdivision in Hannover.
Am 10. Dezember 2006 kam es erstmals zu einem tödlichen Schießunfall beim PzArtBtl 215, bei dem auf dem Truppenübungsplatz Oberlausitz ein Geschützfeldwebel sein Leben verlor. Ein Soldat einer anderen Einheit wurde ebenfalls getötet sowie vier weitere Personen zum Teil schwer verletzt. Am 3. September 2008 wurde dem Bataillon das Fahnenband des Landes Nordrhein-Westfalen verliehen. Mit der Einführung der Streitkräftekategorien Eingreifkräfte, Stabilisierungskräfte und Unterstützungskräfte durch die Konzeption der Bundeswehr 2004 war das PzArtBtl 215 wie alle verbliebenen Artilleriekräfte, mit Ausnahme des Artillerieregiments 345, den Eingreifkräften zugeordnet worden. Damit sollte es insbesondere zu Einsätzen hoher Intensität befähigt sein.

#### Einsätze
Das Panzerartilleriebataillon 215 hat sich als Ganzes oder in Teilen bei Auslandseinsätzen der Bundeswehr auf dem Balkan, sowie bei Naturkatastrophen (Sturmflut 1962, Oderhochwasser 1997, Elbhochwasser 2002 und 2013) bewährt. Im Jahr 2008 wurden große Teile des Bataillons für vier bis sechs Monate als ISAF Truppenteile nach Afghanistan verlegt, nahmen dort aber keine artilleristischen Aufgaben wahr. Im Jahr 2011 verlegte das Bataillon als Leitverband für das 24./25. Einsatzkontingent ISAF nach Afghanistan in das Feldlager Faizabad.

#### Großgerät

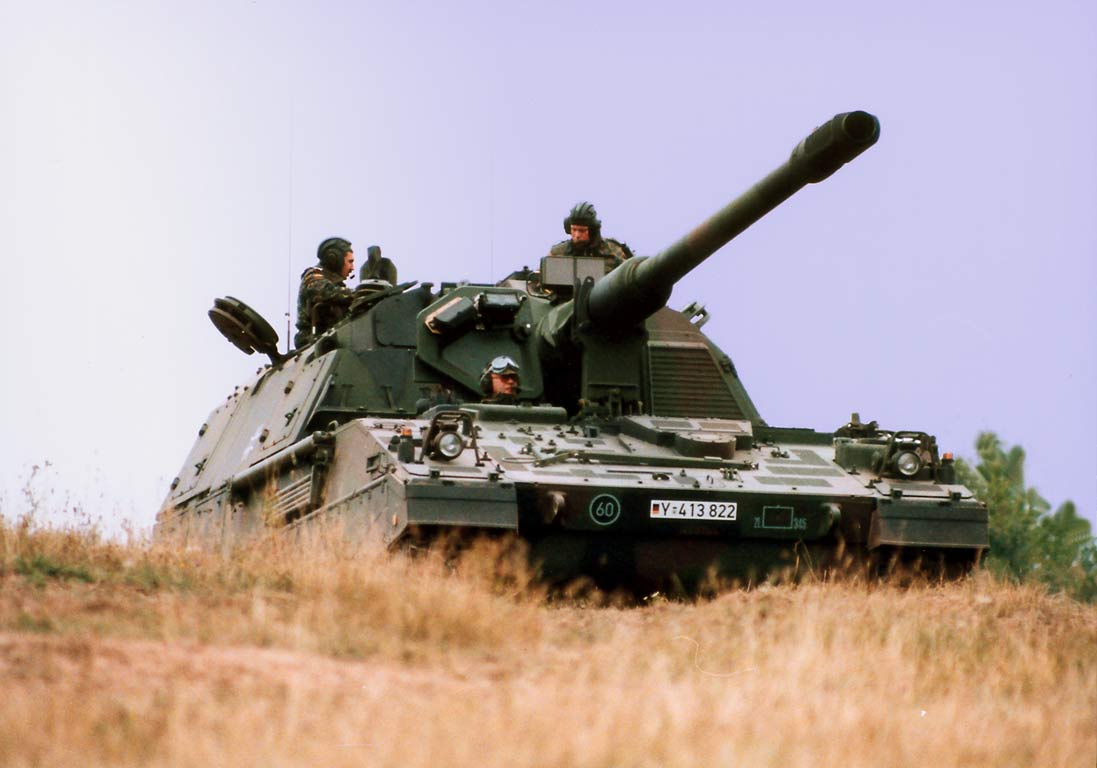
Panzerhaubitze 2000

In der Anfangszeit war das Bataillon mit je sechs Panzerhaubitzen 105 mm M7B2 und M52 ausgestattet. Das Bataillon wurde als Erprobungs- und Schulungsbataillon geführt. Bis 1966 wurden die PzH M52 durch M7B2 ersetzt. Diese Haubitzen wurden ab dem 20. April 1966 durch die Panzerhaubitze M109 ersetzt. 1977 liefen dem Bataillon die M113-Beobachtungspanzer zu. Gleichzeitig wurden die Hotchkiss-Panzer abgegeben. In diesem Jahr wurde auch der Artillerierechner Falke, seit 1997 der Artillerie-, Daten-, Lage- und Einsatz-Rechnerverbund (ADLER) eingeführt. Eine modifizierte Form der Panzerhaubitze M109 (GE A2) wurde ab 2006 von der Panzerhaubitze 2000 abgelöst. Der letzte Schuss einer M109 der gesamten Bundeswehr wurde durch das PzArtBtl 215 im November 2005 auf dem Truppenübungsplatz (TrÜbPl) Baumholder abgegeben.
Zuletzt verfügte das Bataillon über 24 Panzerhaubitzen 2000 sowie neun Marder 1 A3 der Joint Fire Support Teams, vier Bergepanzer Büffel, etwa zwei Dutzend M113 in verschiedenen Ausführungen (Zugtrupp, Feuerleittrupp etc.), drei ABRA-Artilleriebeobachtungsradare und zahlreiche weitere Radfahrzeuge.

#### Kommandeure
| Nummer | Dienstgrad     | Name             | Kommandeur von | Kommandeur bis | Bemerkungen                                           |
| ------ | -------------- | ---------------- | -------------- | -------------- | ----------------------------------------------------- |
| 1      | Oberstleutnant | Leggewie         | 01.10.1958     | 31.01.1960     |                                                       |
| 2      | Oberstleutnant | Oldigs           | 01.02.1960     | 30.09.1962     |                                                       |
| 3      | Oberstleutnant | Hildebrand       | 01.10.1962     | 30.09.1965     |                                                       |
| 4      | Oberstleutnant | Beste            | 01.00.1965     | 31.05.1968     |                                                       |
| 5      | Oberstleutnant | Hansgeorg Model  | 01.06.1968     | 30.06.1970     | später Brigadegeneral                                 |
| 6      | Oberstleutnant | Wolfgang Malecha | 01.07.1970     | 31.03.1972     | später Generalleutnant und stv. Inspekteur des Heeres |
| 7      | Oberstleutnant | von Klocke       | 01.04.1972     | 31.03.1973     |                                                       |
| 8      | Oberstleutnant | Dieter Schilken  | 01.04.1973     | 31.03.1980     | Kommandeur mit der längsten Stehzeit im Bataillon     |
| 9      | Oberstleutnant | Reich            | 01.04.1980     | 21.03.1982     |                                                       |
| 10     | Oberstleutnant | Karl Schneider   | 22.03.1982     | 31.03.1987     |                                                       |
| 11     | Oberstleutnant | Schmidt          | 01.04.1987     | 16.03.1989     |                                                       |
| 12     | Oberstleutnant | Künne            | 17.03.1989     | 19.09.1991     |                                                       |
| 13     | Oberstleutnant | Mohler           | 20.09.1991     | 30.09.1993     |                                                       |
| 14     | Oberstleutnant | Volker Wieker    | 01.10.1993     | 14.02.1996     | 2010–2018 Generalinspekteur der Bundeswehr            |
| 15     | Oberstleutnant | Joachim Pollok   | 15.02.1996     | 18.11.1999     |                                                       |
| 16     | Oberstleutnant | Wilfried Conz    | 19.11.1999     | 23.09.2001     |                                                       |
| 17     | Oberstleutnant | Bernd Spiegel    | 24.09.2001     | 05.02.2004     |                                                       |
| 18     | Oberstleutnant | Josef Verschüer  | 06.02.2004     | 15.12.2005     |                                                       |
| 19     | Oberstleutnant | Axel Hermeling   | 16.12.2005     | 17.12.2007     | derzeit Kommandeur Unteroffizierschule des Heeres     |
| 20     | Oberstleutnant | Jörg Reichstein  | 17.12.2007     | 28.02.2010     | ISAF-Einsatz (Kunduz) mit Teilen des Bataillons       |
| 21     | Oberstleutnant | Michael Merzbach | 01.03.2010     | 11.01.2011     |                                                       |
| 22     | Oberstleutnant | Markus Lück      | 12.01.2011     | 16.12.2012     | ISAF-Einsatz (Faizabad) mit Teilen des Bataillons     |
| 23     | Oberstleutnant | Alexander Rommel | 17.12.2012     | 05.12.2014     |                                                       |
| 24     | Oberstleutnant | Roman Paschek    | 05.12.2014     | 30.06.2015     | nur kommissarisch                                     |

#### Bekannte Angehörige
- Hubert Gosch, Generalmajor und stellvertretender Befehlshaber des Heeresführungskommandos, Kommandeur der Truppen Oberste Bundeswehrführung und Heeresführungstruppen; von 1964 bis 1972 Zugführer, Batterieoffizier, S2/S1-Offizier (Militärisches Nachrichtenwesen/Personal) und Batteriechef[64]
- Oliver Kohl, Generalmajor und Amtschef des Streitkräfteamtes; von 1992 bis 1997 Zugführer und Batteriechef der 3. Batterie[65]
- Christian Sauter, Wehrdienst ca. 1999 im Panzerartilleriebataillon 215[66]

## Verbandsabzeichen
| Verbandsabzeichen der Panzerbrigade 21 |  | Die Blasonierung des am linken Ärmel des Dienstanzuges getragenen Verbandsabzeichen der Panzerbrigade 21 lautet: „In Rot mit gelben Schildbord ein steigendes silbernes (weißes) Ross.“ |

Das Verbandsabzeichen folgt den heraldischen Konventionen für die Verbandsabzeichen der Brigaden des Feldheeres der Bundeswehr vor 1989. Daher ähnelt das Verbandsabzeichen der Brigade dem Verbandsabzeichen der 7. Panzerdivision und deren ursprünglich unterstellten Brigaden 19 und 20 – lediglich die verschiedenfarbigen Borde unterschieden die Verbandsabzeichen dieser Verbände. Während das Verbandsabzeichen der Division mit einer silbernen Kordel mit schwarzen eingeflochtenem Faden umgeben war, erhielten die unterstellten Brigaden in der Reihenfolge ihrer Ordnungszahlen einen einfachen weißen (für die Panzergrenadierbrigade 19), einen roten (für die Panzerbrigade 20) oder, wie bei allen „dritten Brigaden“ einer Division, also wie auch im Fall der Panzerbrigade 21, einen gelben Bord. Diese Verbandsabzeichen gleichen damit bis auf den Bord dem Wappen des Landschaftsverbandes Westfalen-Lippes, dessen Wappen auf das Wappen der preußischen Provinz Westfalen zurückgeht, und bis heute als Symbol für Westfalen gilt. Das Ross wird daher auch als Westfalenpferd bezeichnet und findet sich bis heute in vielen Wappen der Region und auch im Wappen Nordrhein-Westfalens. Westfalen war vor 1990 die Heimat der meisten Truppenteile der 7. „westfälischen“ Panzerdivision, obwohl Lippe nicht als Teil Westfalens gilt, dem es kulturräumlich dennoch nahesteht. Das Verbandsabzeichen der 1. Panzerdivision bildet das Westfalenpferd als springendes Sachsenross in einer alternativen heraldischen Form ab.
| internes Verbandsabzeichen Stab/Stabskompanie Panzerbrigade 21 |  | Das interne Verbandsabzeichen des Stabes wird von den Angehörigen des Stabes und der Stabskompanie als Anhänger an der Brusttasche der Uniform getragen. Die Blasonierung lautet: „Von silber (weiß) und rot geteilt. Oben eine fünbfblättrige rote Rose mit goldenen (gelben) Kelchblättern belegt mit einem silbernen (weißen) Stechhelm. Unten ein steigendes silbernes Ross“ Die Rose wird in der Heraldik als Lippische Rose bezeichnet. Sie geht zurück auf das Wappen des Freistaat Lippe und dessen Vorgängern, zu dem Augustdorf vor 1947 zählte. Die Rose fand sich vormals auch im Wappen des Stabes der Luftlandebrigade 27 (deren Standort Lippstadt war einst lippisch) und heute in vielen Wappen der Region sowie in dem des Kreises Lippe, der in etwa das Gebiet des Freistaates Lippe umfasst. Der Stechhelm soll die Wehrhaftigkeit der Panzerbrigade 21 symbolisieren. |